# Gewellte Kammmuschel
Die Gewellte Kammmuschel (Pseudamussium clavatum, Syn.: Peplum clavatum) ist eine Muschel-Art aus der Familie der Kammmuscheln (Pectinidae).

## Merkmale
Die ungleichklappigen Gehäuse sind im Umriss annähernd rundlich bis leicht schief-eiförmig, wobei das Hinterende etwas stärker ausgebogen ist. Das Gehäuse ist immer etwas höher als breit. Sie erreichen eine maximale Größe von 28 Millimetern (35 mm, 40 mm nach Poppe und Goto). Die untere, rechte Klappe ist stärker konvex gewölbt als die linke Klappe, deren unterer Rand häufig abgeknickt ist. Bei manchen Formen kann die linke Klappe sogar flach sein. Die vorderen Ohren haben annähernd die Form eines gleichseitigen Dreiecks und zeigen fünf oder sechs radialen Streifen, deren Stärke zum oberen Rand hin zunimmt. Der Byssuseinschnitt ist kaum merklich oder fehlt. Die hinteren Ohren sind kleiner als die vorderen Ohren, annähernd dreieckig mit leicht eingebogenem Außenrand. Der umbonale Winkel misst etwas über 90°. Die Gehäuseränder sind fein eingekerbt.
Die Schale ist vergleichsweise dünn, aber festschalig. Die Ornamentierung besteht aus fünf Wellrippen (oder Undulationen der Schale). Sie enden vor dem Gehäuserand. Die Täler zwischen den Rippen sind etwas breiter als die Rippen. Die Rippen können gerade oder auch etwas unregelmäßig verlaufen. Hinzu kommen feine radiale Striae im Wirbelbereich und auf dem umgebogenen Gehäuserand der linken Klappe sowie sehr feine, nur unter dem Mikroskop oder Lupe sichtbare Anwachsstreifen. Die Färbung der oberen linken Klappe ist rotbraun oder ziegelrot, oft mit weißem Flammen- oder Punktmuster. Sehr selten kommen auch fast weiße Formen vor.  Innen sind die Klappen grau-rosa. Die untere rechte Klappe ist dagegen weiß, gelblich-weiß oder grauweiß.

## Ähnliche Arten
Die Gewellte Kammmuschel ist etwas kleiner, und länglicher als die Siebenstrahlige Kammmuschel (Pseudamussium peslutrae). Die Schale ist außerdem dicker und die Gehäuseränder sind fein gekerbt. Bei letzterer Art sind die Ohren auch annähernd gleich groß.

## Geographische Verbreitung und Lebensraum
Das Verbreitungsgebiet der Gewellten Kammmuschel reicht von den Shetland-Inseln bis zu den Kapverdischen Inseln und ins Mittelmeer hinein.
Nach Fritz Nordsieck reicht die Tiefenverbreitung von etwa fünf Meter Wassertiefe bis in 1.400 Meter Wassertiefe. Die Tiere leben dort auf schlammigen oder schlammig-sandigen Weichböden.

## Taxonomie
Die Art wurde von Giuseppe Saverio Poli 1795 als Ostrea clavata aufgestellt. Sie wurde später auch den Gattungen Pecten und Peplum zugewiesen. Heute wird sie allgemein zur Gattung Pseudamussium gestellt.

## Belege